# .NET Framework 3.0

架構

與電腦硬體的架構關係

.NET Framework 3.0（曾用名WinFX）是微软為新一代操作系统Windows Vista（舊稱“Longhorn”）而特別設計的API。原來的WinFX還包含了新一代的關聯式資料庫檔案系統（Relational Database File System）WinFS，但現時有關系統已經在Beta测试前從系統裡移走，改為在下一版本的Windows中出現。.NET Framework是对.NET架构和Win32 API的扩展。虽然Win32 API仍然存在于Windows Vista中，但是在WinFX中的新功能不能通过它直接调用。另外，WinFX将提供给.NET程序员更加简便地方式来调用Windows中的功能。
.NET Framework 3.0同样能在Windows XP和Windows Server 2003的计算机上运行，这样增加了能够运行.NET Framework 3.0程序的计算机数量。由于向后兼容，能够更加容易将这些技术介绍给开发人员和最终用户。2006年9月1日，微软发布了.NET Framework 3.0的RC版本，开发人员能够无需安装Vista就可以体验这些新的技术。
.NET Framework 3.0并没有新版本的CLR，而是在.NET Framework 2.0的基础上增加了几个新的部件，所以并没有任何程序设计语言有新的语法特性，如果要安装.NET Framework 3.0，则必须先安装.NET Framework 2.0，.NET Framework 3.0可以完全向下兼容.NET Framework 2.0。
.NET Framework 3.0主要由的四部分组成：
- WPF（Windows Presentation Foundation），内部代码“Avalon”，是一套基于XAML（eXtensible Application Markup Language）、.NET和矢量图技术的全新的图形界面系统和API，它充分利用了计算机的3D显卡硬件功能和Direct3D技术。
- WCF（Windows Communication Foundation），内部代码“Indigo”，是一个面向服务的通讯框架，利用它可以实现本地和远程的程序之间的交互。
- WF（Workflow Foundation）于2005年8月公开，微软提供的工作流引擎，通过它可以实现任务的自动化和事务的集成。
- InfoCard是一个软件组件的代码，用来安全的保存和使用用户的数字身份，并提供统一的界面来针对特定的事务选择身份，例如登陆一个网站。

## 外部連結
- MSDN：.Net Framework 3.0（页面存档备份，存于） （英文）
- 下载.Net Framework 3.0 2006年7月社区预览版 （英文）